# Бжезе (Краківський повіт)
Бжезе (пол. Brzezie) — село в Польщі, у гміні Забежув Краківського повіту Малопольського воєводства.
Населення — 1019 осіб (2011).
У 1975-1998 роках село належало до Краківського воєводства.

## Демографія
Демографічна структура станом на 31 березня 2011 року:
|          | Загалом | Допрацездатний вік | Працездатний вік | Постпрацездатний вік |
| -------- | ------- | ------------------ | ---------------- | -------------------- |
| Чоловіки | 502     | 102                | 358              | 42                   |
| Жінки    | 517     | 95                 | 323              | 99                   |
| Разом    | 1019    | 197                | 681              | 141                  |